# Adolf Ferdinand Helmut August Wilhelm Langfeld
Adolf Ferdinand Helmut August Wilhelm Langfeld (Rostock, 1854 - ?, 1939) was een Duits rechtsgeleerde en politicus die van 1914 tot 1918 minister-president van het Groothertogdom Mecklenburg-Schwerin is geweest.

## Biografie
Adolf Langfeld was de zoon van een welgesteld koopman uit Rostock. Hij studeerde rechten, was eerst advocaat, daarna werkzaam voor het justitiële apparaat van Mecklenburg-Schwerin (1880). In 1887 werd hij assistent-rechter van het Landgericht te Rostock. In 1887 ging hij werken voor het ministerie van Justitie van het groothertogdom. In 1895 werd hij plaatsvervangend lid van de Bondsraad voor Mecklenburg-Schwerin en Mecklenburg-Strelitz.
Adolf Langfeld werd in 1904 minister van Justitie van Mecklenburg-Schwerin en in 1914 volgde hij Karl Heinrich Graf von Bassewitz-Levetzow op als minister-president (Staatsminister) van Mecklenburg-Schwerin. 
Tijdens de Novemberrevolutie van 1918 adviseerde hij groothertog Frederik Frans IV om hervormingen door te voeren (Mecklenburg-Schwerin was een de facto absolute monarchie, vergelijkbaar met het tsaristisch Rusland). Toen de revolutionaire menigte (aangevoerd door arbeiders van de Fokker Werke te Schwerin) voor de regeringsgebouwen het aftreden van de groothertog en zijn ministers eisten, gaven Langfeld en de groothertog hier gehoor aan (9 november 1918). Zijn opvolger, Hugo Wendorff, was de eerste minister-president van de Vrijstaat Mecklenburg-Schwerin (Freistaat Mecklenburg-Schwerin).
Adolf Langfeld was van 1921 tot 1933 president van de landssynode van de Evangelisch-Lutherse Landskerk van Mecklenburg.

## Onderscheiding
- Grootkruis met kroon in goud in de Huisorde van de Wendische Kroon (Großkreuzes mit der Krone in Gold Hausorde der Wendische Krone).

## Werken
- Mein Leben, Dr. Adolf Langfeld, 1930

## Voetnoten
1. ↑  Zie de toetreding van Adolf Langfeld in de Rostock Matrikelportal